# Brachythecium cirriphylloides
Brachythecium cirriphylloides là một loài rêu trong họ Brachytheciaceae. Loài này được McFarland mô tả khoa học đầu tiên năm 1992.